# Liechelkopf
Der Liechelkopf ist ein 2384 m ü. A. hoher Nebengipfel des Elfers in den Allgäuer Alpen.

## Lage und Umgebung
Er liegt südsüdöstlich des Elfers und ist mit diesem über einen Grat verbunden. Südöstlich vom Liechelkopf liegt der Angererkopf und südsüdwestlich das Geißhorn.
Der Elfer ist sowohl sein Dominanzbezug als auch sein Referenzgipfel (Line Parent).

## Besteigung
Auf den Liechelkopf führt kein markierter Weg. Er kann weglos vom Weg von der Mindelheimer Hütte ins Gemsteltal erreicht werden (Schwierigkeit I), sowie vom Elfer (Schwierigkeit II). Alle Anstiege erfordern Trittsicherheit und Bergerfahrung.

## Bilder

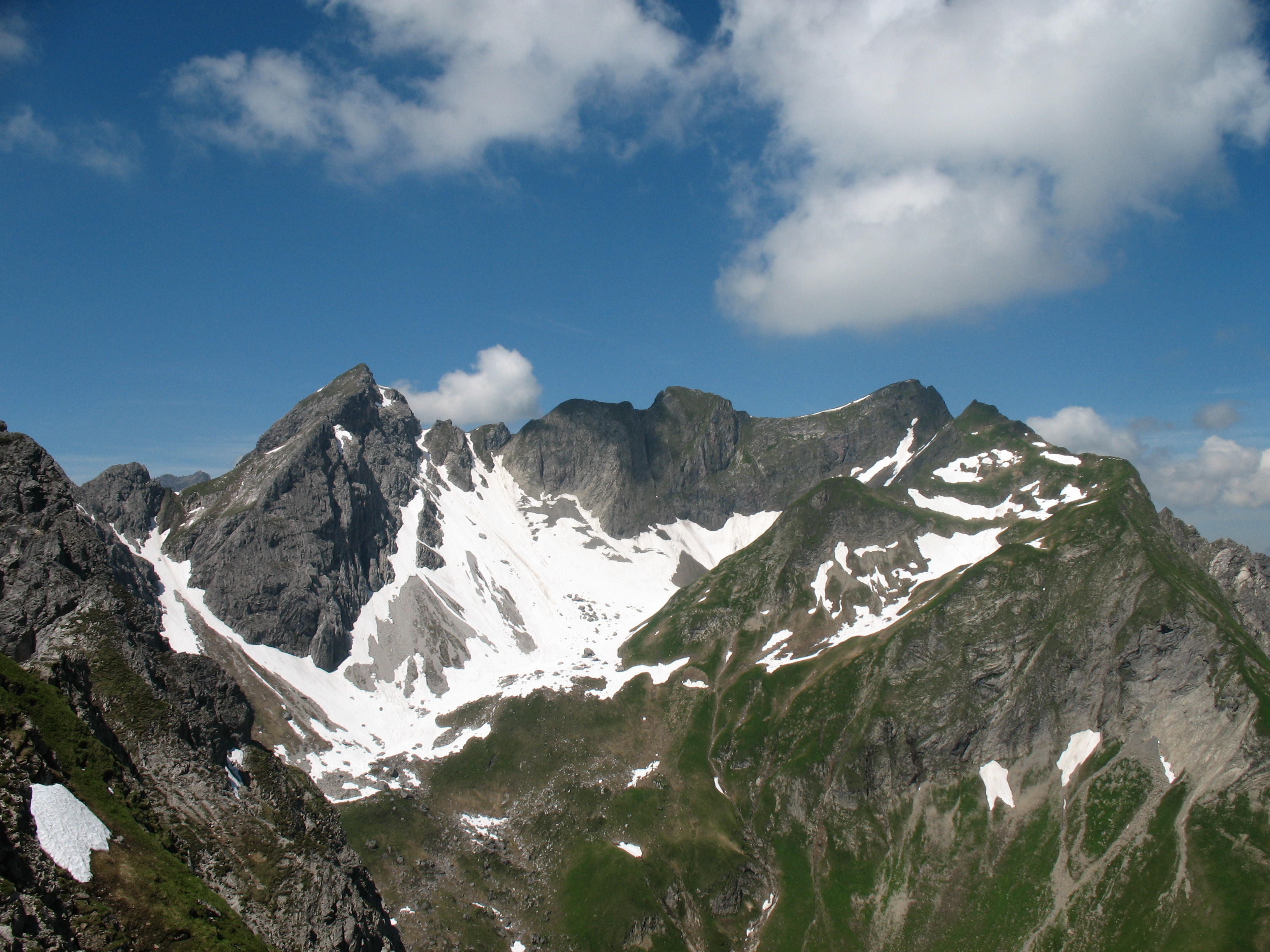
Mit Elfer
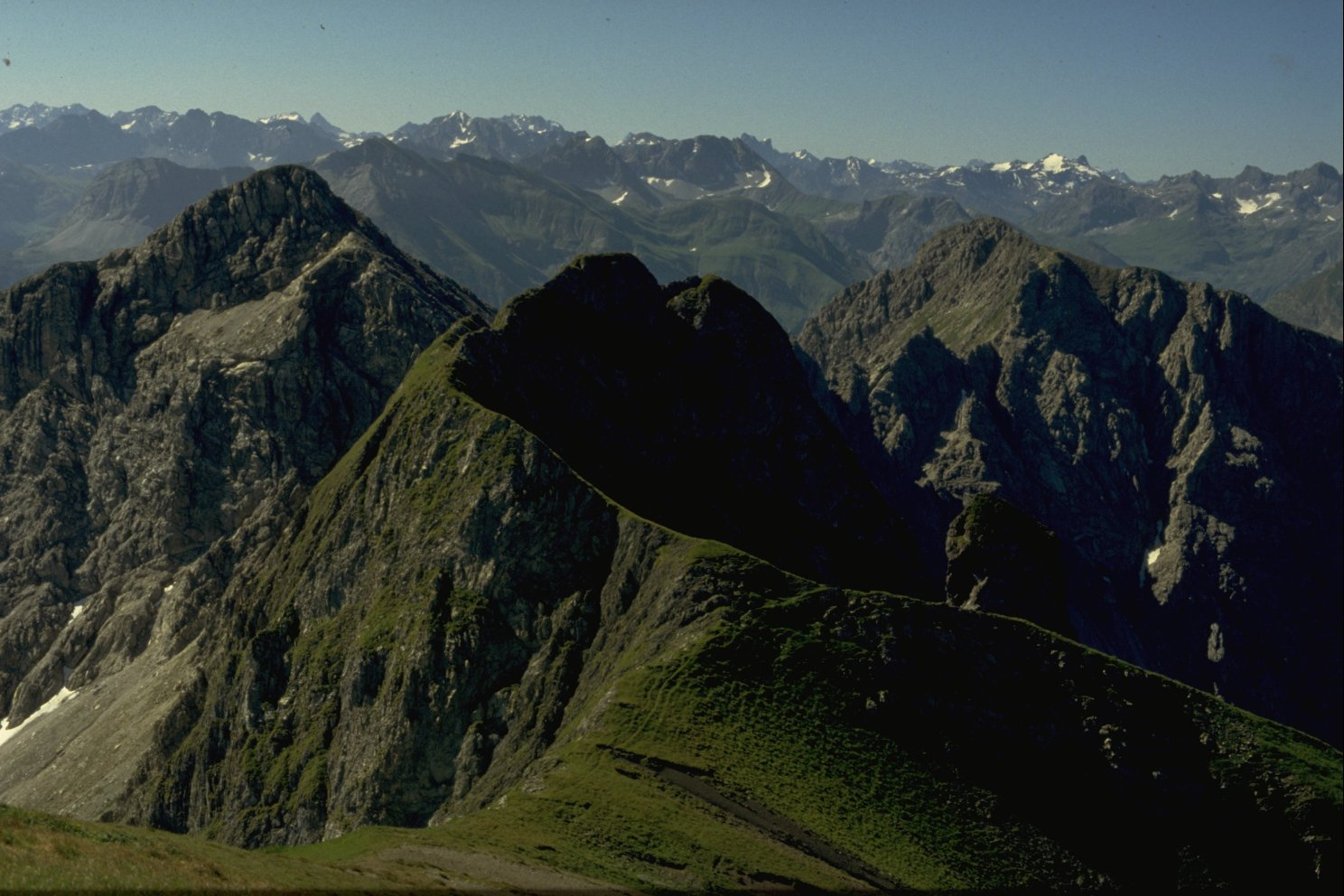
Vom Elfer
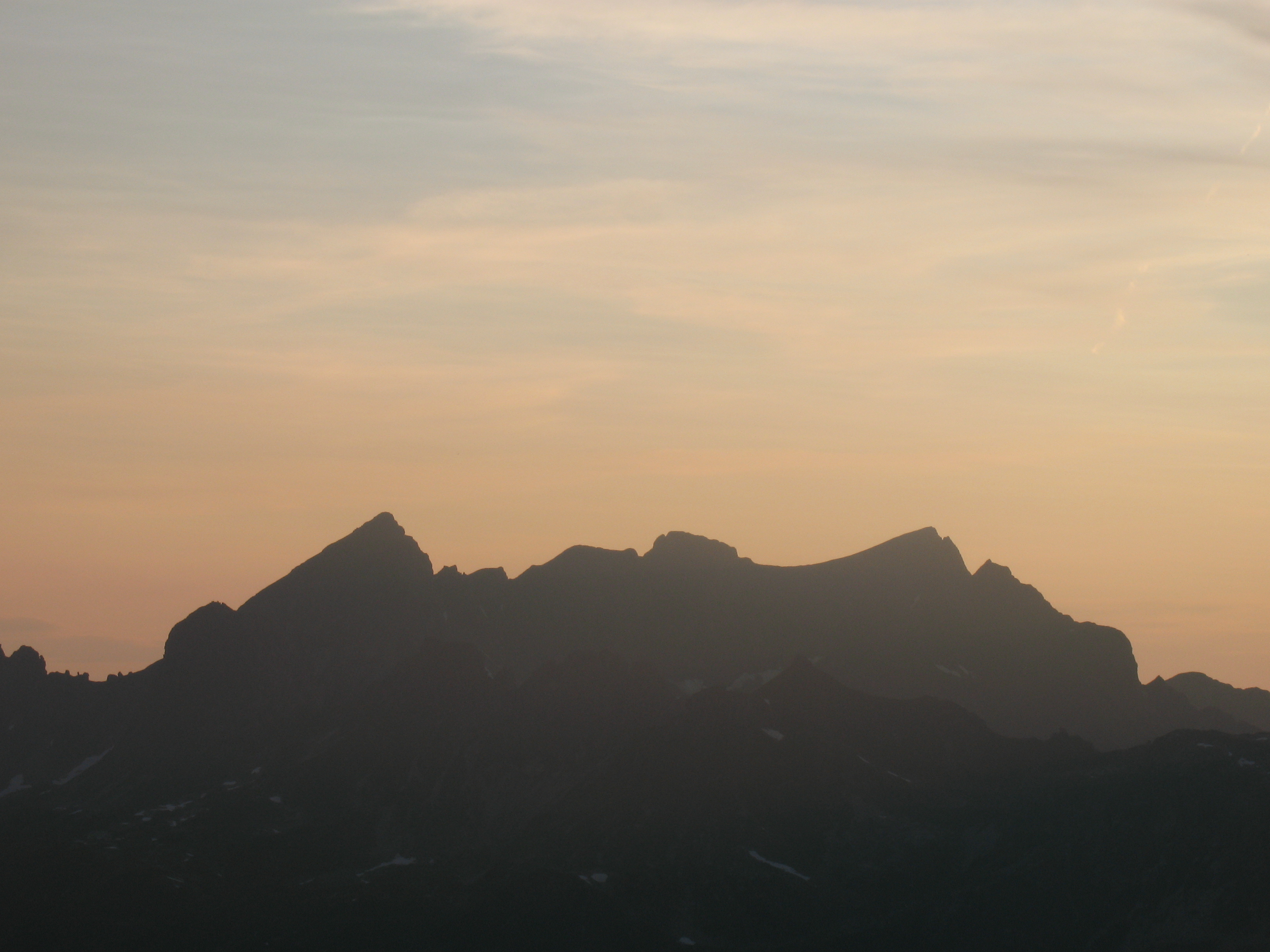
Im Sonnenuntergang